# Mirabaud Group
Mirabaud Group — швейцарский частный банк, занимается управлением активами и персональным банковским обслуживанием.

## История
Банк Mirabaud et Cie был основан в 1819 году Пьером Мирабо. Первое зарубежное отделение было открыто в 1985 году в Монреале (Канада), за ним последовали отделения в Лондоне (Великобритания) в 1990 году, в Гонконге в 1997 году и в Цюрихе (Швейцария) в 1998 году. В 2013 году подразделение управления активами было преобразовано в дочернюю компанию Mirabaud Asset Management (Suisse) SA. В 2019 году было открыто отделение в Бразилии.

## Собственники и руководство
Банк является частным, его совлалельцы — управляющие партнёры: Ив Мирабо (Yves Mirabaud), Лионель Эшлиман (Lionel Aeschlimann), Камилла Виаль (Camille Vial) и Николя Мирабо (Nicolas Mirabaud).
Ив Мирабо является представителем 6-го поколения семьи основателя, в банке работает с 1993 года, с 1996 года — управляющий партнёр, с 2012 года — старший управляющий партнёр.

## Деятельность
Активы под управлением по состоянию на середину 2023 года составляли 31,2 млрд швейцарских франков. В списке крупнейших компаний мира по управлению активами за 2022 год Mirabaud Group заняла 296-е место ($42,5 млрд).